# 克里斯蒂安一世 (安哈特-貝恩堡)
克里斯蒂安一世（德語：Christian I.，1568年5月11日—1630年4月17日），安哈特-貝恩堡親王，1603年至1630年在位。

## 家庭
1595年，克里斯蒂安與本特海姆-泰克倫堡的安娜結婚，兩人共有3子2女：
1. 克里斯蒂安（1599年—1656年）
2. 艾蕾諾爾·瑪麗（1600年—1657年）
3. 恩斯特（1608年—1632年）
4. 腓特烈（1613年—1670年）
5. 索菲·瑪格麗特（1615年—1673年）